# Ыунапуу, Харри
Харри Ыунапуу (эст. Harri Õunapuu; род. 2 февраля 1947, Сангасте, Эстонская ССР (ныне Валгамаа, Эстония)) — эстонский государственный деятель, агроном
, политик, министр сельского хозяйства Эстонии (1991—1992), министр финансов Эстонии (2002—2003), руководитель уезда Рапламаа (1989—1991).
В 1961 году окончил Тартускую 3-ю среднюю школу. В 1966 году — Ряпинскую школу садоводства по специальности садовод-агроном, в 1971 году — Эстонский сельскохозяйственный университет по специальности «садоводческая агрономия».
Депутат Рийгикогу. В 1998—1999 годах — предприниматель, директор Эстонского страхового общества (1996—1998), Директор Эстонского сберегательного банка (1993—1996), руководитель проекта Фонда сельского предпринимательства ЕС (1992—1993), Министр сельского хозяйства 1991—1992 годы; губернатор Рапламского уезда 1989—1991 гг.; Председатель Рапланского агропромышленного объединения 1981—1989 гг.; Директор совхоза Махтра, 1978–1981 годы; заместитель директора совхоза им. Мичурин (1975—1978 гг.), главный агроном 1971—1974 гг.; Главный агроном Главного управления садоводства 1974—1975 гг.
Член «Эстонской партии реформ» с 2006 года, в 1994—2004 годах — Центристской партии Эстонии.